# PartitionMagic
PartitionMagic fue un programa informático para realizar particiones sobre el disco blando de un ordenador. Originalmente fue creado por PowerQuest Corporation pero finalmente acabó siendo propiedad de Symantec. Este programa funcionaba bajo Microsoft Windows o desde un CD de arranque. Permitía la creación y modificación del tamaño de las particiones sin pérdida de datos. 

## Detalles
PartitionMagic era capaz de redimensionar particiones NTFS o FAT (32 o 64) sin pérdida de datos, y podía copiar y mover particiones incluso a otros discos.
Otras características eran la conversión de sistemas de archivos FAT16, FAT32 y NTFS, modificación del tamaño del cluster entre FAT16/32 y NTFS, y unión de sistemas adyacentes FAT y NTFS.
También era capaz de manejar las particiones Ext2 y Ext3 propias de los sistemas Linux, tal y como se manejan las particiones tipo Medio:Windows.

## Versiones varias
Mientras PartitionMagic era propiedad de PowerQuest fue actualizado regularmente, llegando hasta la versión 8.0, pero desde que Symantec adquirió la aplicación no ha habido nuevas versiones. De hecho, la última versión fue la mencionada 8.0 y en su página explica "Symantec ha dejado de fabricar Norton Partition Magic 8.0"

## Compatibilidades
PartitionMagic fue compatible con las ediciones Windows 95, 98, Me, y XP. Tiene problemas de compatibilidad con las versiones Vista y posteriores del sistema operativo Windows, haciéndolo inoperativo en versiones superiores a XP. Tampoco es compatible con las versiones Server de Windows, incluyendo Windows 2000 y las versiones de Windows NT.
- Datos: Q1473586
- Multimedia: PartitionMagic / Q1473586